# Нинџа корњаче (филм из 2014)
Нинџа корњаче (енгл. Teenage Mutant Ninja Turtles) амерички је суперхеројски филм из 2014. године. Режију потписује Џонатан Либесман, по сценарију Џоша Апелбаума, Андреа Немеца и Евана Догертија. Темељи се на истоименим ликовима из стрипа које су створили Кевин Истман и Питер Лерд, а представља рибут филмског серијала Нинџа корњаче. Главне улоге тумаче Меган Фокс, Вил Арнет, Вилијам Фикнер, Дени Вудберн, Аби Елиот, Ноеч Фишер, Џереми Хауард, Пит Плошек и Алан Ричсон, уз гласове Џонија Ноксвила и Тонија Шалуба. Радња прати четири мутирана рептилска ратника из канализације који удружују снаге са неустрашивом репортерком Ејприл О’Нил како би спасили Њујорк од Шредера и његових злих помоћника.
Добио је негативне рецензије критичара због недоследног тона и лоше карактеризације. Међутим, остварио је финансијски успех и зарадио преко 493 милиона долара у односу на буџет од 150 милиона долара. Наставак, Нинџа корњаче: Изван сенке, приказан је у јулу 2016. године.

## Радња
Тама се надвила над Њујорком јер Шредера и његови зли помоћници држе у страху све од полиције до политичара. Будућност је црна све док се не појаве четири необична брата из канализације који ће открити своју будућност као тинејџерски мутанти нинџа корњаче. Корњаче ће морати да раде са неустрашивом новинарком Ејприл О’Нил и њеним саркастичним камерманом Верном Фенвиком како би спасили град и разоткрили Шредеров паклени план.

## Улоге
| Глумац              | Улога              |
| ------------------- | ------------------ |
| Пит Плошек          | Леонардо           |
| Џони Ноксвил (глас) | Леонардо           |
| Џереми Хауард       | Донатело           |
| Алан Ричсон         | Рафаело            |
| Ноел Фишер          | Микеланђело        |
| Дени Вудберн        | Сплинтер           |
| Тони Шалуб (глас)   | Сплинтер           |
| Меган Фокс          | Ејприл О’Нил       |
| Вил Арнет           | Верн Фенвик        |
| Вилијам Фикнер      | Ерик Сакс          |
| Тохору Масамуне     | Шредер             |
| Вупи Голдберг       | Бернадет Томпсон   |
| Минае Ноџи          | Караи              |
| Аби Елиот           | Тејлор             |
| Таран Килам         | Џим Макнотон       |
| К. Тод Фриман       | др Бакстер Стокман |
| Пол Фицџералд       | др О’Нил           |
| Чанс Кели           | господин Ривети    |